# Ben Spijkers
Bernhard "Ben" Hendrikus Martinus Spijkers, (* 10. března 1961 Nijmegen, Nizozemsko) je bývalý reprezentant Nizozemska v judu. Je majitelem bronzové olympijské medaile.

## Sportovní kariéra
Připravoval se v rodném Nijmegenu pod vedení Wima Vissera. V 80. letech patřil k předním evropským judistům ve střední váze. Na absolutní světovou špičku však často nestačil. V roce 1988 korunoval kvalitní formu bronzovou medaili na olympijských hrách v Soulu.
Po skončení sportovní kariéry se pokoušel prosadit mezi profesionálními zápasníky. Trénoval určité období rakouský reprezentační tým. Začátkem nového tisíciletí pracoval jako manažer ve farmaceutické společnosti. Později se prosadil jako špičkový sudí.

## Výsledky

### Váhové kategorie
| Turnaj             | 1982         | 1983         | 1984         | 1985         | 1986         | 1987         | 1988         | 1989         | 1990         | 1991         | 1992         |
| Turnaj             | 21           | 22           | 23           | 24           | 25           | 26           | 27           | 28           | 29           | 30           | 31           |
| Turnaj             | střední váha | střední váha | střední váha | střední váha | střední váha | střední váha | střední váha | střední váha | střední váha | střední váha | střední váha |
| ------------------ | ------------ | ------------ | ------------ | ------------ | ------------ | ------------ | ------------ | ------------ | ------------ | ------------ | ------------ |
| Olympijské hry     |              |              | úč.          |              |              |              | 3.           |              |              |              | úč.          |
| Mistrovství světa  |              | —            |              | 5.           |              | úč.          |              | 2.           |              | úč.          |              |
| Mistrovství Evropy | úč.          | —            | 3.           | 7.           | 2.           | 5.           | 3.           | úč.          | 5.           | 5.           | —            |

### Bez rozdílu vah
| Turnaj            | 1982 | 1983 | 1984 | 1985 | 1986 | 1987 | 1988 | 1989 | 1990 | 1991 | 1992 |
| Turnaj            | 21   | 22   | 23   | 24   | 25   | 26   | 27   | 28   | 29   | 30   | 31   |
| ----------------- | ---- | ---- | ---- | ---- | ---- | ---- | ---- | ---- | ---- | ---- | ---- |
| Mistrovství světa |      | —    |      | —    |      | —    |      | úč.  |      | —    |      |